# Osorno (Schiff, 1938)
Die Osorno war ein deutsches Kombischiff, das im Zweiten Weltkrieg als mehrfacher Blockadebrecher bekannt wurde.

## Bau und technische Daten
1937 erhielt die Werft Blohm & Voss in Hamburg von der Hapag den Bauauftrag für zwei Kombischiffe mit dieselelektrischem Antrieb, die Schwesterschiffe Osorno und Huascaran, die im Westküstendienst nach Südamerika eingesetzt werden sollten. Benannt wurden die Schiffe nach dem Berg Huascarán in Peru und dem Vulkan Osorno in Chile.
Die Osorno lief am 7. September 1938 vom Stapel und wurde am 21. Dezember 1938 ausgeliefert. Das Schiff war 149,32 m lang und 18,4 m breit, hatte 6,7 m Tiefgang und war mit 6951 BRT vermessen. Die Maschinenlage bestand aus drei Generatorsätzen mit Achtzylinder-MAN-Schiffsdieselmotoren, die einen SSW-Fahrmotor speisten, der dem Schiff eine max. Geschwindigkeit von 16 Knoten ermöglichte. Die Osorno hatte gut ausgestattete Kabinen für insgesamt 33 Passagiere (+ Kinder-/Sofa-Betten), ausschließlich in der Ersten Klasse.

## Einsatzgeschichte
Die Osorno lief am 6. Januar 1939 von Hamburg zu ihrer Jungfernfahrt an die Westküste Südamerikas aus, die Route, die sie dann bis August 1939 noch mehrmals regelmäßig befuhr.

### 1941: Chile – Japan
Der Ausbruch des Zweiten Weltkriegs überraschte das Schiff in Südamerika, und es wurde im September 1939 in Talcahuano, Chile, aufgelegt. Im Frühjahr 1941 übernahm die Osorno von den ebenfalls dort aufliegenden Hapag-Kombischiffen Tacoma (8268 BRT, 1930) und Portland (7132 BRT, 1928) eine Ladung Erz, Wolle, Schweineborsten u. a. m., mit der sie dann im Mai den Ausbruch nach Japan versuchte. Dabei erlitt sie am 18. Juni im Pazifik Maschinenschaden und wurde manövrierunfähig. Die am 18. Mai aus Coquimbo, Chile, ebenfalls mit Ziel Japan ausgelaufene Bogota des NDL (1230 BRT, 1937) empfing den gefunkten Hilferuf der Osorno, fand das Schiff und schleppte es über eine Entfernung von 1800 Seemeilen bis nach Yokohama. Die Bogota übernahm dabei zweimal Treibstoff von der Osorno, und Yokohama wurde am 3. Juli 1941 erreicht.

### 1941/42: Japan – Bordeaux
Nach Reparatur der Maschinenanlage wurde die Osorno mit kriegswichtigen Gütern beladen und für die Fahrt als Blockadebrecher vorbereitet. Sie verließ Japan am 23. Dezember 1941, nachdem ihre Besatzung das Aussehen des Schiffs mit Hilfe von Sperrholz, Planen, Farbe usw. verändert hatte, um Neugierige zu täuschen. Das Schiff durchquerte den Pazifik, umrundete das Kap Hoorn und fuhr dann durch den Atlantik bis nach Bordeaux in Südfrankreich, wo es am 19. Februar 1942 ankam. Wenige Tage zuvor, am 27. Januar, war bereits die italienische Cortelazzo ebenfalls aus Japan eingetroffen, und bald danach erreichte auch die italienische Pietro Orseolo (6.344 BRT) Bordeaux.

### 1943: Bordeaux – Jakarta
Am 23. März 1943 lief die Osorno von Bordeaux zu einer erneuten Blockadefahrt aus. Ziel war Japan, mit Zwischenstopp in Jakarta (Indonesien). Zwar meldete die britische Funkaufklärung am 27. März das Auslaufen von mehreren deutschen Frachtschiffen aus der Gironde mit Zerstörergeleit, aber die herbeibeorderten U-Boote kamen zu spät, um die Osorno und die Portland abzufangen. Am 8. Mai erreichte die Osorno Jakarta. Von dort ging sie weiter nach Japan.

### 1943: Japan – Bordeaux
Die Osorno verließ Kōbe – als erstes von fünf Schiffen – am 2. Oktober 1943, mit einer Ladung von 3944 t Kautschuk, 1826 t Zinn und 180 t Wolframerz, mit Ziel Bordeaux. Mit an Bord waren die 47 Mann der ehemaligen deutschen Besatzung von U 511, das an Japan übergeben worden war. Das Schiff hatte zum eigenen Schutz eine Bewaffnung von einem 10,5-cm-Geschütz, zwei 37-mm-Flak, vier 2-cm-Flak 38, vier 7,92-mm-MG 34 und vier Abschussgeräten für 8,6-cm-Drahtseilraketen (DSR). In Singapur, wo die Osorno am 10. Oktober eintraf, gingen die U-Boot-Männer von Bord; sie reisten weiter nach Penang, wo sie den Stamm der deutschen Basis für die Monsun-Boote bildeten, die ab 1943 vor allem im Indischen Ozean, aber auch im Pazifik operierten.
Das Kap der Guten Hoffnung wurde am 15. November umrundet. Am 8. Dezember wurde das Schiff von einer Liberator der US Navy gesichtet, die auf Ascension stationiert war. Die folgende Suche durch britische Einheiten blieb erfolglos, und die Osorno, getarnt als die britische Prome, entkam durch die Sperrketten der patrouillierenden Schiffe in der Natal-Freetown Enge. Daraufhin lief die Operation »Stonewall« der Alliierten an: die Leichten Kreuzer Gambia und Glasgow verlegten von Plymouth nach Horta (Azoren) und führten von dort Suchpatrouillen durch, während die im Nordatlantik und in der Biskaya operierenden Fliegergeschwader des RAF Coastal Commands und der US Navy in Alarmbereitschaft gesetzt wurden. Dennoch gelang es der Osorno, nicht nur diesen Patrouillen zu entgehen, sondern auch die von alliierten Konvois in dichter Folge befahrenen nordatlantischen Konvoi-Routen USA-Gibraltar (am 16./17. Dezember) und USA-Großbritannien (am 19. Dezember) unentdeckt zu kreuzen.

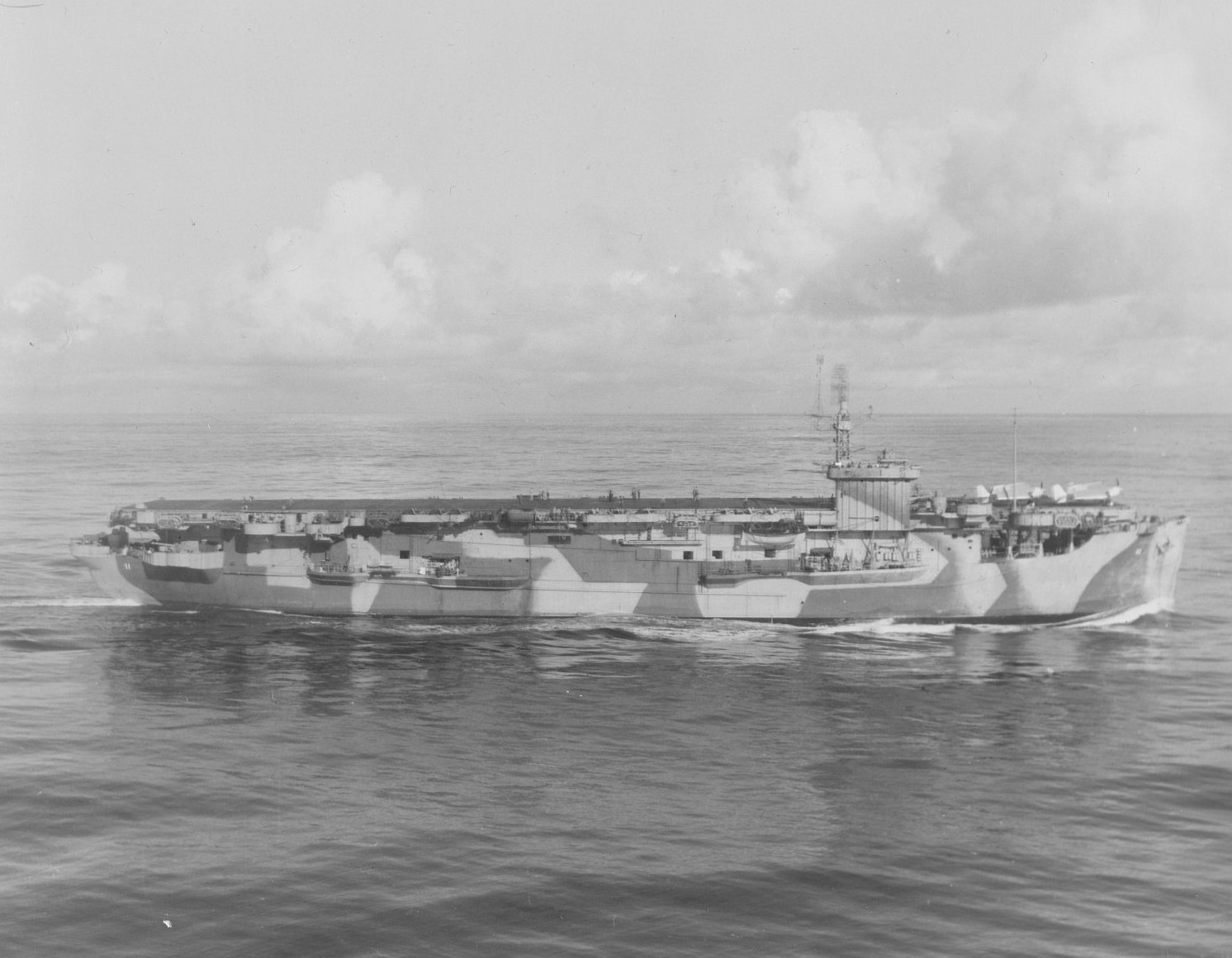
Die Card

Am 21./22. Dezember befand sich die Osorno nördlich der Azoren und änderte ihren Kurs ostwärts in Richtung Biskaya. Dabei kreuzte sie im Abstand von weniger als einem Tagesmarsch die Routen zwei weiterer Konvois, wiederum ohne entdeckt zu werden. Am 23. Dezember wurde sie aber von einem Flugzeug des Geleitträgers Card entdeckt. Daraufhin kam es am 24., 25. und 26. Dezember zu heftigen Aufeinandertreffen zwischen deutschen U-Booten, die zur Deckung der Marschroute der Osorno und der anderen Blockadebrecher herbeibefohlen worden waren, einerseits und zwei U-Jagd-Kampfgruppen (Task Groups) um die beiden Geleitträger Card und Core sowie dem Geleitschutz eines weiteren Konvois um den Geleitträger Striker andererseits. Die Zerstörer Leary und Hurricane und das deutsche U-Boot U 645 wurden dabei versenkt.
Die Osorno lief indessen weiter in Richtung Gironde-Mündung. Dabei wurde sie ab dem Morgen des 25. Dezember permanent von britischen, kanadischen und australischen Sunderland-Flugbooten beschattet, von denen sie eins abschoss. Am Mittag des 25. Dezember wurde sie dann von der am Vortage aus der Gironde zu diesem Zweck (Unternehmen Bernau) ausgelaufenen 8. Zerstörerflottille und der 4. Torpedoboot-Flottille aufgenommen und in die Gironde eskortiert. Fliegerangriffe wurden von Ju 88 Fernjägern und der Flak der Schiffe abgewehrt.
Die Gironde wurde unversehrt erreicht, aber beim Einlaufen in die Gironde am 26. Dezember riss sich die Osorno am Wrack des Sperrbrechers 21 den Rumpf auf und musste mit einem 12 m langen Riss auf den Strand gesetzt werden, um wenigstens die wertvolle Ladung zu retten. Diese wurde dann auf Leichter umgeladen und nach Bordeaux gebracht. Ein britischer Versuch am 31. Dezember, dies durch einen Bomberangriff zu verhindern und das Schiff vollends zu zerstören, scheiterte wegen schlechter Sicht.
Die Osorno war der letzte Überwasser-Blockadebrecher, der sein Ziel erreichte. Danach musste die Zufuhr kriegswichtiger Rohstoffe von und nach Ostasien durch Überwasserschiffe wegen der nahezu lückenlosen Feindüberwachung unterbleiben.

### Auszeichnung
Für die erfolgreichen Fahrten nach Japan und die beiden Versorgungsfahrten von Japan nach Bordeaux wurde der Kapitän der Osorno, Paul Hellmann (1889–1964), am 31. Dezember 1943 gleichzeitig mit beiden Stufen des Eisernen Kreuzes (II. und I. Klasse) ausgezeichnet. Nur sechs Tage später, am 6. Januar 1944, wurde ihm als einzigem Angehörigen der Handelsmarine das Ritterkreuz des Eisernen Kreuzes verliehen. Die Verleihungszeremonie mit Großadmiral Dönitz am 28. April 1944 wurde in der Deutschen Wochenschau Nr. 714 im Mai 1944 gezeigt.

### Ende
Das Wrack der Osorno wurde bei der Aufgabe von Bordeaux am 25. August 1944 von deutschen Soldaten in der Gironde gesprengt.